# Plateau de Montselgues
Le plateau de Montselgues  est un relief du sud du département de l'Ardèche.

## Géographie

### Situation
Le plateau de Montselgues est situé sur les deux communes de Malarce-sur-la-Thines et Montselgues.

### Topographie
Le plateau de Montselgues est une pénéplaine de granite et de grès, située entre 950 et 1 146 mètres d'altitude.

### Faune

#### Oiseaux
Le site abrite des espèces d'oiseaux considérées comme menacées au niveau européen : Autour des palombes, Pipit farlouse, Pipit rousseline, Héron cendré, Tarin des aulnes, Circaète Jean-le-Blanc Circaetus gallicus, Busard cendré, Grand Corbeau, Fauvette pitchou,Bruant fou, Bruant ortolan, Alouette lulu, Merle de roche, Traquet motteux.

#### Libellules
- Leste dryade Lestes dryas
- Leucorrhine douteuse Leucorrhinia dubia
- Agrion orangé Platycnemis acutipennis
- Cordulie arctique Somatochlora arctica

### Flore
- Aconit napel Aconitum napellus L.
- Laîche puce Carex pulicaris L.
- Rossolis à feuilles rondes Drosera rotundifolia L.
- Gentiane des marais Gentiana pneumonanthe L.
- Lycopode sélagine Huperzia selago (L.) Schrank & C.F.P. Mart.
- Lycopode des tourbières Lycopodiella inundata (L.) Holub
- Orchis à odeur de vanille Orchis coriophora subsp. fragrans (Pollini) K. Richter [1890]
- Pédiculaire des forêts Pedicularis sylvatica L.
- Pistachier térébinthe Pistacia terebinthus L.
- Rhynchospore blanc Rhynchospora alba (L.) Vahl
- Scorzonère peu élevée Scorzonera humilis L.
- Petite Utriculaire Utricularia minor L.
- Pulsatille rouge Pulsatilla rubra Delarbre

## Protection environnementale
Le plateau de Montselgues, outre sa présence dans la zone périphérique du parc national des Cévennes, est classé site d'importance communautaire Natura 2000 sous le numéro n°FR8201660,.
Les tourbières du plateau de Montselgues (tourbières de Narcette et tourbière des granges de la Rouveyrette) sont classées zone naturelle d'intérêt écologique, faunistique et floristique de type I sur une surface 147 hectares, sous le numéro n°07150001.
Les landes et prairies humides sont aussi classées sur 473 hectares, sous le numéro n°07150002. L'ouest du plateau, autour du hameau de Féreyrolles, est également classé sur une surface de 270 hectares (n°07150004).